# Michael Wiemers
Michael Wiemers (* 1955 in Bonn) ist ein deutscher Kunsthistoriker.

## Leben
Von 1974 bis 1980 studierte Michael Wiemers Kunstgeschichte, Anglistik und Philosophie an der Universität Bonn (1980 Staatsexamen/1983 Promotion). Von 1983 bis 1989 war er wissenschaftlicher Mitarbeiter an der Universität Köln. Von 1989 bis 1991 hatte er ein Habilitationsstipendium der Deutschen Forschungsgemeinschaft, längere Forschungsaufenthalte in Florenz, London und Paris. Nach der Habilitation an der Universität Köln 1992 vertrat er von 1993 bis 1995 die Professur an der Universität Tübingen. 1995 wurde er zum Universitätsprofessor für Neuere Kunstgeschichte an die Martin-Luther-Universität Halle-Wittenberg berufen.  
Seine Arbeits- und Forschungsschwerpunkte sind englische Kunst des 17. und 18. Jahrhunderts, italienische Malerei und Plastik der Renaissance und deutsche Kunst im Zeitalter der Reformation.

## Schriften (Auswahl)
- Der „Gentleman“ und die Kunst. Studien zum Kunsturteil des englischen Publikums in Tagebuchaufzeichnungen des 17. Jahrhunderts. Hildesheim 1986, ISBN 3-487-07818-X.
- Bildform und Werkgenese. Studien zur zeichnerischen Bildvorbereitung in der italienischen Malerei zwischen 1450 und 1490. München 1996, ISBN 3-422-06177-0.